# Chlum (Rokycany)
Chlum é uma comuna checa localizada na região de Plzeň, distrito de Rokycany.